# Ponte Pegasus

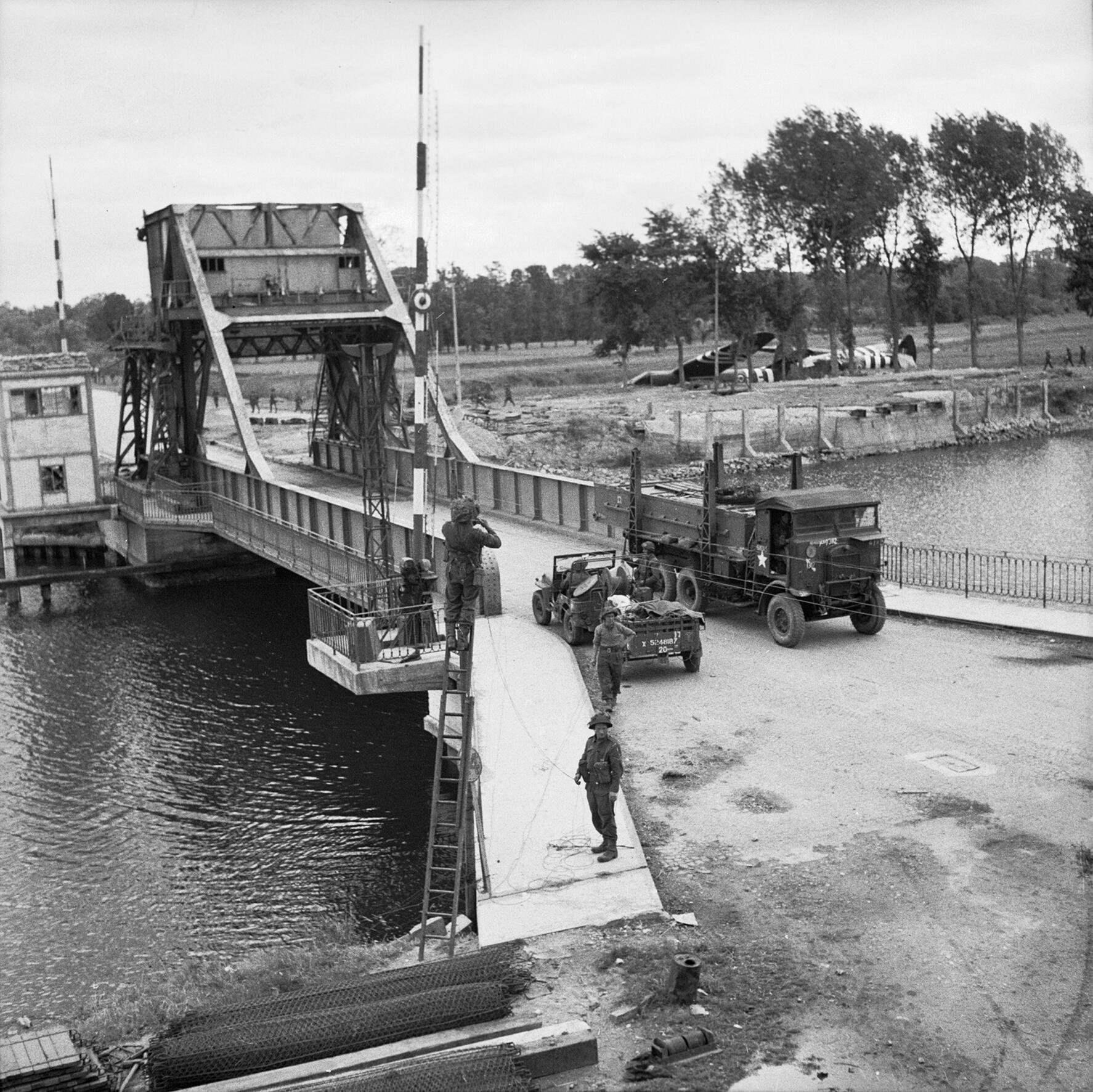
Ponte Pegasus em 1944

Ponte Pegasus é uma ponte sobre o Canal de Caen, em Bénouville, na região da Normandia, França, que assim ficou conhecida após ter sido tomada de assalto durante a Segunda Guerra Mundial por tropas britânicas transportadas por planadores comandadas pelo Major John Howard, na madrugada de 6 de junho de 1944. O nome "Pegasus" deriva da insígnia que os militares aerotransportados britânicos ostentavam no uniforme, uma imagem de um cavalo alado, Pégaso.

## O Assalto
Após intensivo treinamento na Inglaterra, quando os pilotos de planador responsáveis pelas aeronaves chegaram a voar com os olhos vendados, a ação foi estudada para ser executada na noite que antecederia o Desembarque da Normandia. Tropas britânicas do Regimento de Infantaria Leve "Oxfordshire and Buckinghamshire"" (Ox and Bucks) seriam conduzidas por planadores de combate até bem próximo da ponte e a tomariam de assalto. Dos seis planadores designados, cinco conseguiram pousar com poucos problemas, e a ação foi um sucesso, garantindo aos aliados esta ponte, que ficaria conhecida mundialmente.
Nesta ação, os aliados perderam dois homens, apenas, o Tenente Denholm Brotheridge e o Cabo Fred Greenhalgh. O Tenente teve o infortúnio de ser a primeira baixa fatal aliada por fogo inimigo no Dia D. Ele foi mortalmente alvejado após lançar uma granada em um ninho de metralhadora que protegia a ponte   . O Cabo Greenhalgh morreu afogado após a aterrissagem do planador onde se encontrava.

## A Ponte
A ponte do canal de Caen era uma ponte basculante, que elevava-se para a passagem de navios procedentes do Porto Fluvial de Caen.
Após ter sido utilizada por muitos anos, a ponte original foi desmontada e removida para um museu próximo ao local, que possui diversos artefatos da Segunda Guerra Mundial e conta a história da ação militar.
Em seu lugar, em 1994, foi erigida outra ponte, de características semelhantes, porém mais longa, e com elevação mais rápida.

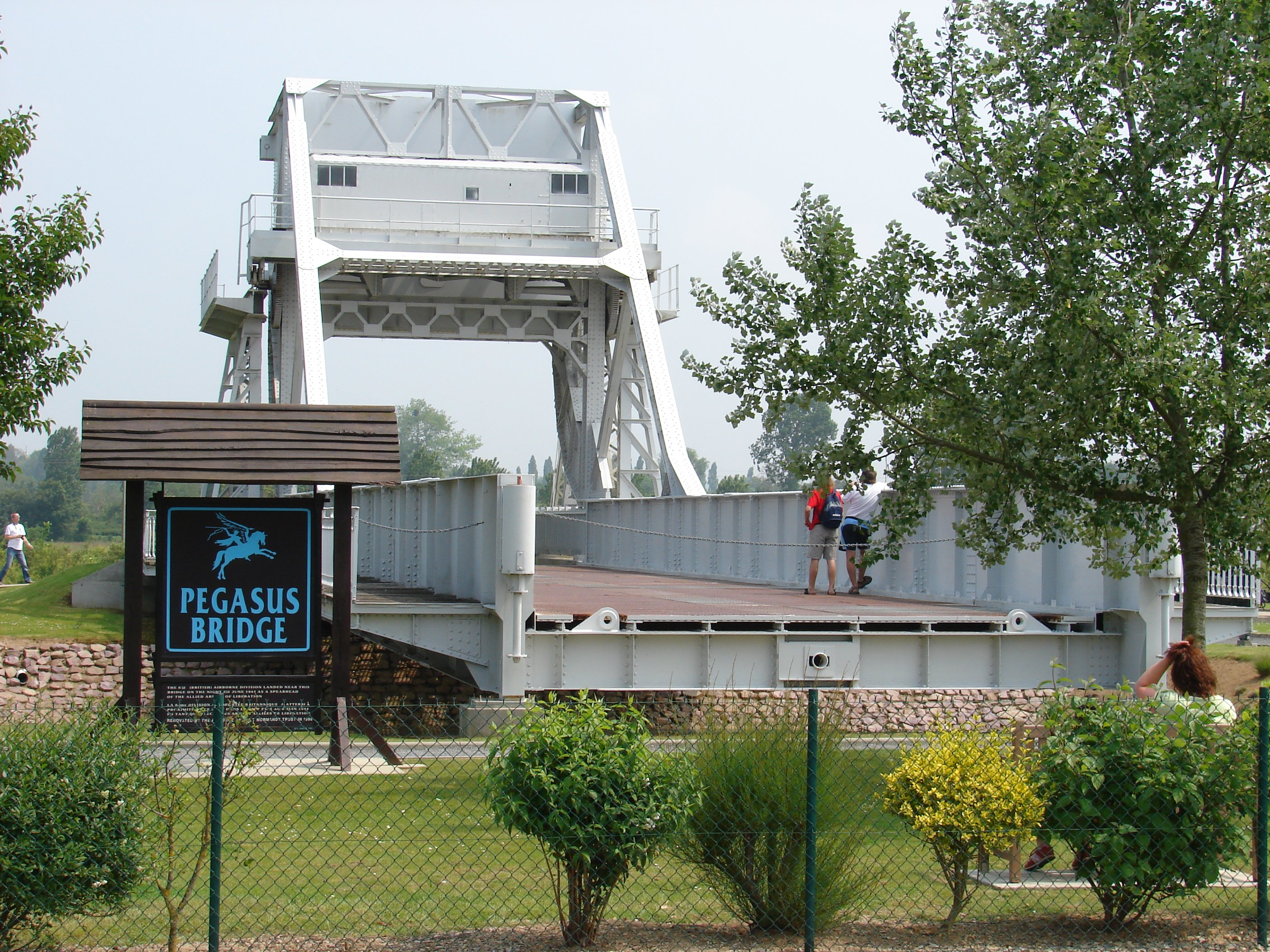
Ponte "Pegasus" Original, agora colocada no museu que leva seu nome

## Bibliografia

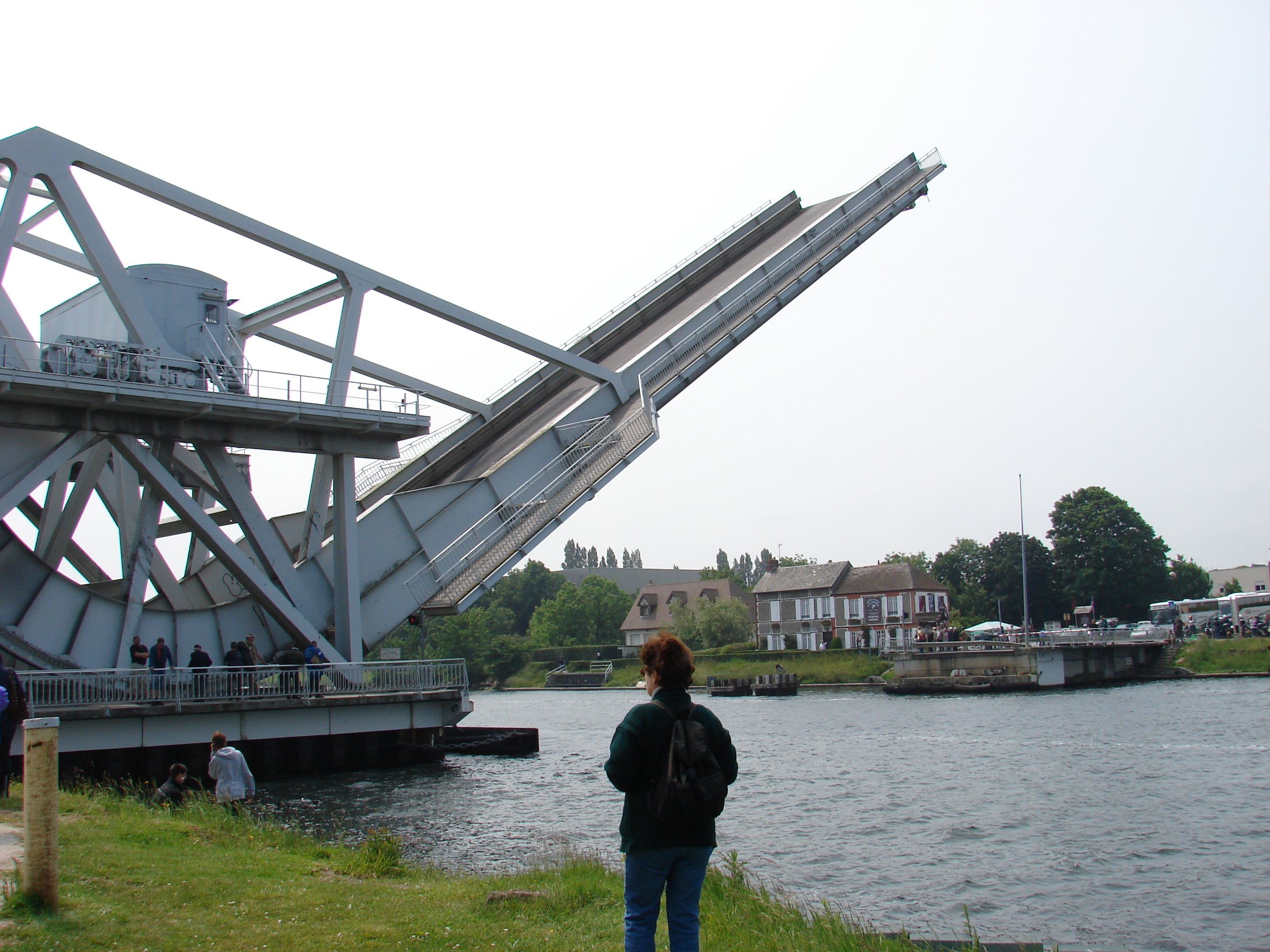
Ponte atual sobre o Canal de Caen, que substituiu a ponte "Pegasus" original. Possui maior envergadura que a ponte anterior.Na margem oposta à ponte, a Casa da Família Gondrée, onde, desde a época da guerra, funciona um café e, atualmente, também loja de souvenir, e que foi a primeira residência liberada no Dia D. Foto em 5 de junho de 2007